# Marcus Rediker
Marcus Rediker (Owensboro, Kentucky, 14 de octubre de 1951) es un profesor, historiador, ensayista y activista estadounidense. Es un especialista de la historia social marítima y de la piratería.

## Biografía
Marcus Rediker es diplomado de la Virginia Commonwealth University en 1976. Después estudia en la Universidad de Pensilvania donde obtiene un doctorado de historia. Da cursos en la Universidad de Georgetown entre 1982 y 1994. Vive durante un año en Moscú (1984-5).
Marcus Rediker es actualmente profesor de historia atlántica y titular de la cátedra del Departamento de Historia en la Universidad de Pittsburgh. Rediker ha escrito varios libros sobre los aspectos sociales de la historia marítima. Considera a los marineros y piratas del siglo XVIII como los precursores de los movimientos anticapitalistas modernos. 
En 2002, Rediker publicó en colaboración con Peter Linebaugh La hidra de la revolución : marineros, esclavos y campesinos en la historia oculta del Atlántico. El historiador norteamericano Howard Zinn lo ha calificado como “un libro maravilloso en que Linebaugh y Rediker recuperan la historia perdida de la resistencia a la conquista capitalista en las dos orillas del Atlántico”.

## Premios
- George Washington Book Prize (2008)

- OAH Merle Curti Award (2008)

- National Endowment for the Humanities Fellow (2005–2006)

- American Council of Learned Societies Fellow (2005–2006)

- Distinguished Lecturer, OAH (2002–08)

- International Labor History Book Prize (2001)

- OAH Merle Curti Social History Book Award (1988)

- ASA John Hope Franklin Book Prize (1988)

## Publicaciones

### En español
- La hidra de la revolución : marineros, esclavos y campesinos en la historia oculta del Atlántico, en colaboración con Peter Linebaugh, Editorial Crítica, 2012.

- Entre el deber y el motín: lucha de clases en mar abierto, Editorial Antipersona, 2019.

- Barco de Esclavos. La trata a través del Atlántico, Editorial Capitán Swing, 2021.

- Villanos de todas las naciones. Los piratas del Atlántico en su edad de oro, Editorial Traficantes de Sueños, 2023.
- La poética de la Historia desde Abajo, Editorial Tesis XII, Santiago de Chile, 2023.

### En francés
- Pirates de tous les pays : L'âge d'or de la piraterie atlantique (1716-1726), prefacio de Julius Van Daal, Libertalia, 2011.
- Les forçats de la mer. Marins, marchands et pirates dans le monde anglo-américain 1700-1750, Libertalia, 2010.
- L'Hydre aux mille têtes : l'histoire cachée de l'Atlantique révolutionnaire, éditions Amsterdam, 2008.

Prefacio
- Daniel Defoe, Libertalia : une utopie pirate, prefacio de Marcus Rediker, Libertalia, 2012.

### En inglés
- Between the Devil and the Deep Blue Sea: Merchant Seamen, Pirates, and the Anglo-American Maritime World, 1700–1750 (1987)
- Who Built America? Working People and the Nation’s Economy, Politics, Culture, and Society, Volume 1 (1989)
- with Peter Linebaugh: The Many-Headed Hydra: Sailors, Slaves, Commoners, and the Hidden History of the Revolutionary Atlantic (2000)
- Villain of All Nations: Atlantic Pirates in the Golden Age (2004)
- editor with Emma Christopher and Cassandra Pybus: Many Middle Passages: Forced Migration and the Making of the Modern World (2007)
- The Slave Ship: A Human History (2007)
- The Amistad Rebellion: An Atlantic Odyssey of Slavery and Freedom (2012)